# Mutlu Doganer
Mutlu Doganer (* 1. Januar 1969) ist ein deutscher Billardspieler. Er hat mehrere nationale Titel im Poolbillard und Snooker gewonnen und spielt für den 1. PBV Pinneberg.

## Karriere
Mutlu Doganer wurde 2024 deutscher Meister in der Disziplin 14/1 endlos. Im selben Jahr gewann er den Titel des norddeutschen Meisters im 8-Ball. 
2025 gewann er die norddeutsche Meisterschaft im Snooker.
Doganer ist Mitglied des 1. PBV Pinneberg. Dort spielt er in der Snooker-Mannschaft in der 2. Bundesliga sowie in der ersten Poolmannschaft in der Oberliga.

## Erfolge
- 2025: Norddeutscher Meister Snooker[2]
- 2024: Deutscher Meister 14/1 endlos[3]
- 2024: Norddeutscher Meister 8-Ball[4]